# Association japonaise d'archéologie
L'Association japonaise d'archéologie (日本考古学協会, Nihon kōkogaku kyōkai) fondée en 1948  est un organisme national consacré à l'archéologie au Japon et à la sauvegarde de son patrimoine culturel. À l'époque de sa fondation l'association compte 81 membres et 3 387 en 1998, la majorité travaillant dans la gestion des biens culturels et la recherche dans des organismes gouvernementaux.
Depuis 1994, l'AJA publie le journal Nihon Kōkogaku (Journal de l'Association japonaise d'archéologie) (日本考古学),.

## Source de la traduction
- (en) Cet article est partiellement ou en totalité issu de l’article de Wikipédia en anglais intitulé « Japanese Archaeological Association » (voir la liste des auteurs).